# Waldeck-Rousseau (incrociatore)
Il Waldeck-Rousseau fu un incrociatore corazzato della Marine nationale francese, entrato in servizio nell'agosto 1911 come seconda e ultima unità della classe Edgar Quinet.
L'incrociatore fu attivo durante la prima guerra mondiale, nel corso della quale operò nel teatro del mar Mediterraneo; nell'immediato dopoguerra l'incrociatore fu inviato nel Mar Nero per prendere parte all'intervento alleato nella rivoluzione russa, e nell'aprile 1919 fu una delle unità più interessate dal cosiddetto "ammutinamento del Mar Nero". Dopo un periodo di servizio in Estremo Oriente, l'incrociatore fu radiato dal servizio attivo nel giugno 1936 e infine demolito tra il 1941 e il 1944.

## Storia

### La prima guerra mondiale
Ordinata ai cantieri dell'Arsenale navale di Lorient il 31 luglio 1905, l'unità fu impostata il 16 giugno 1906 e varata il 4 marzo 1908 con il nome di Waldeck-Rosseau in onore di Pierre Waldeck-Rousseau, presidente del consiglio di Francia da poco deceduto; i lavori di allestimento furono completati in tempo per dare inizio alle prove di accettazione nel gennaio 1911, ma il 2 febbraio, durante una manovra in mare, l'incrociatore urtò un ostacolo sommerso che causò danni all'elica e piegò uno degli alberi di trasmissione, fatto che ritardò l'entrata in servizio fino all'agosto 1911. Al momento della sua entrata in servizio il Waldeck-Rosseau era il più potente incrociatore corazzato mai costruito in Francia, ma con la costruzione due anni prima del primo incrociatore da battaglia, il britannico HMS Invincible, la stessa categoria degli incrociatori corazzati era ormai divenuta obsoleta come tipologia di unità da guerra; la sua lunga costruzione interferì con i lavori di impostazione della nuova nave da battaglia pre-dreadnought Mirabeau, che non poterono avere inizio finché l'incrociatore non fu varato. Dopo la sua entrata in servizio, il Waldeck-Rosseau fu assegnato alla flotta del Mediterraneo, facendo base a Tolone.
Allo scoppio della prima guerra mondiale nell'agosto 1914, il Waldeck-Rosseau si trovava in cantiere a Tolone per lavori di riparazione dei danni patiti il 22 febbraio precedente quando era finito incagliato nel Golfe-Juan dopo una tempesta. I lavori furono completati il 5 settembre, ed entro la fine del mese l'incrociatore raggiunse lo squadrone francese intento a bloccare la flotta austro-ungarica all'interno del mar Adriatico; il 17 ottobre il Waldeck-Rosseaun ebbe un breve scontro con forze austro-ungariche al largo di Cattaro: l'incrociatore aprì il fuoco sul sommergibile U-4, che aveva tentato di silurarlo, e su alcuni cacciatorpediniere supportati da un aereo prima di interrompere l'azione e ricongiungersi al resto della flotta francese. L'incrociatore fu attaccato da un sommergibile austro-ungarico una seconda volta il 4 novembre seguente, durante un pattugliamento in coppia con l'incrociatore Ernest Renan: ancora una volta l'attacco non ebbe esito e l'incrociatore ingaggiò il battello nemico fino a costringerlo a ritirarsi.
Il 30 novembre 1914 l'incrociatore fu trasferito nel Mar Ionio per poi fare base nel porto di Salonicco; una volta qui, il Waldeck-Rosseau pattugliò la porzione orientale del Mediterraneo e le coste del Levante fino al suo rientro a Malta il 13 dicembre, quando riprese le attività nell'Adriatico meridionale. Dall'inizio del marzo 1915 l'incrociatore tornò a pattugliare lo Ionio, tranne per una breve parentesi dal 25 aprile al 1º maggio quando fu di nuovo inviato nell'Adriatico meridionale; l'8 gennaio 1916 il Waldeck-Rosseau, il suo gemello Edgar Quinet e gli incrociatori Ernest Renan e Jules Ferry imbarcarono un contingente di Chasseurs Alpins diretto a occupare l'isola di Corfù nella Grecia ancora neutrale: gli incrociatori sbarcarono le truppe nella notte del 10 gennaio, e gli ufficiali greci sull'isola, pur avanzando proteste, non opposero alcuna resistenza. Per il resto della guerra l'incrociatore pattugliò lo Ionio, senza essere coinvolto in ulteriori azioni belliche.

### Il periodo postbellico

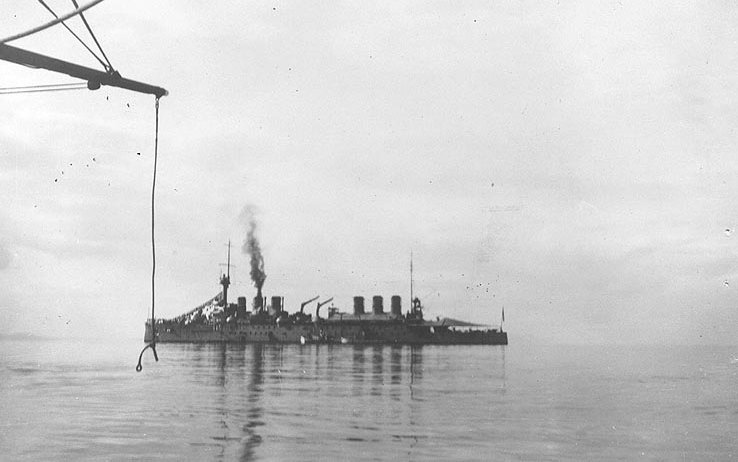
La nave al largo di Costantinopoli nel 1922

Alla fine del 1918, la Francia intervenne in appoggio delle truppe dell'Armata Bianca nella loro lotta contro il nuovo regime bolscevico insediatosi in Russia a seguito della rivoluzione d'ottobre. Nell'ambito di tali operazioni, il Waldeck-Rosseau fu quindi inviato nel settore del Mar Nero all'inizio del 1919, facendo da nave di bandiera del contrammiraglio Caubert; tra il 26 e il 29 aprile 1919, mentre l'incrociatore stazionava davanti Odessa, l'equipaggio del Waldeck-Rosseau si ammutinò: sebbene la nave fosse arrivata dalla Francia con una ciurma fresca non ancora entrata in contatto con la propaganda bolscevica, gli uomini protestarono contro le pessime condizioni di vita a bordo dell'unità e chiesero un immediato rientro in patria. L'ammutinamento rientrò pacificamente dopo tre giorni a seguito di negoziati tra ufficiali e marinai, ma il contrammiraglio Caubert fu rimosso dal servizio per aver perso il controllo della ciurma; nello stesso periodo altri ammutinamenti avevano interessato le navi francesi ancorate a Sebastopoli ed episodi di indisciplina si erano avuti tra gli equipaggi delle unità dislocate a Costantinopoli, fatti che spinsero il comandante delle forze francesi viceammiraglio Jean-François-Charles Amet a tenere separato il Waldeck-Rosseau dal resto della flotta
Il 26 marzo 1920 il Waldeck-Rosseau fornì fuoco d'artiglieria in appoggio alle truppe "bianche" davanti Novorossijsk insieme alla nave da battaglia britannica HMS Emperor of India; la flotta anglo-francese evacuò poi le truppe bianche dalla città portandole al sicuro nella penisola di Crimea. Più tardi quell'anno l'incrociatore supportò l'evacuazione finale delle truppe bianche del generale Pëtr Nikolaevič Vrangel' dalla Crimea a Costantinopoli a partire dal 14 novembre. L'incrociatore continuò a operare nel Mar Nero per un certo periodo dopo la fine delle ostilità con i bolscevichi; il 16 dicembre 1922 il Waldeck-Rosseau partecipò, unitamente al cacciatorpediniere statunitense USS Bainbridge, alle operazioni di soccorso dei 495 tra passeggeri ed equipaggio della nave da trasporto francese SS Vinh Long, incendiatasi mentre era in navigazione nel Mar di Marmara.
Il 10 maggio 1929 il Waldeck-Rosseau lasciò la Francia per trasferirsi nell'Indocina francese, dove giunse il 22 giugno seguente sostituendo l'incrociatore Jules Michelet come nave ammiraglia dello squadrone francese dell'Estremo Oriente; il Waldeck-Rosseau rimase nelle acque indocinesi fino al maggio 1932, quando rientrò in Francia venendo sostituito nel suo compito dal nuovo incrociatore leggero Primauguet. Rientrato in patria il 3 luglio, il Waldeck-Rosseau fu ritirato dal servizio attivo e posto in riserva, venendo infine radiato il 14 giugno 1936 e trasformato in un pontone ancorato a Landévennec nei pressi di Brest; lo scafo fu infine tirato in secca a Brest il 18 giugno 1940 e demolito tra il 1941 e il 1944.